# Yoshiaki Sato
Yoshiaki Sato (佐藤 慶明 Satō Yoshiaki?,  nacido el 19 de junio de 1969 en Osaka) es un exfutbolista japonés que se desempeñaba como delantero. Además, en la actualidad es director senior de marketing de AMD Japón.
En 1994, Sato jugó para la Selección de fútbol de Japón.

## Trayectoria

### Clubes
| Club               | País  | Año         |
| ------------------ | ----- | ----------- |
| Gamba Osaka        | Japón | 1992 - 1993 |
| Urawa Red Diamonds | Japón | 1994 - 1995 |
| Kyoto Purple Sanga | Japón | 1995 - 1996 |

### Selección nacional
| Selección | País  | Año  |
| --------- | ----- | ---- |
| Absoluta  | Japón | 1994 |

## Estadística de equipo nacional
| Selección de Japón | Selección de Japón | Selección de Japón |
| Año                | Part.              | Goles              |
| ------------------ | ------------------ | ------------------ |
| 1994               | 1                  | 0                  |
| Total              | 1                  | 0                  |